# 青葉山 (宮城県)
青葉山（あおばやま）は、宮城県仙台市青葉区にある丘陵、またその周辺の地名である。

## 概要
青葉山は、特定の山ではなく、仙台平野の西を縁取る丘陵群の一つである。最高点は青葉台団地付近の標高202m。
仙台城本丸・西の丸、東北大学植物園、東北大学青葉山キャンパス（理学部・薬学部・工学部・農学部）、宮城教育大学、赤門鍼灸柔整専門学校、青葉山市有林遊歩道がある。
仙台市地下鉄東西線が2015年12月に完成。この路線は沿岸部の工業地帯から中心市街地、青葉城下を通過した後、青葉山丘陵の大学群をぐるりと一巡するコースになる。青葉山付近では地下での登坂、下記の渓谷を渡る際に、青葉山地下から断崖の渓谷橋を渡って再び八木山の地下に戻るなど、特徴的な路線となる。なお、リニアモーターが採用されている。

## 地形
青葉山丘陵は、西には蕃山丘陵に続き、それを介して遥かに奥羽山脈に連なる。北に伸びる尾根は東流する広瀬川に迫って断崖をなす。南では竜の口沢が八木山との間に深い渓谷を刻む。広瀬川は緩く湾曲して青葉山の南東で竜の口沢をあわせる。青葉山と広瀬川によって囲まれた段丘部を川内という。
仙台市街地に最も近い山のひとつであり、仙台城（青葉城）のほか、東北大学青葉山キャンパス（理・工・薬・農学部）、宮城教育大学、赤門鍼灸柔整専門学校、森林が大半を占める。大学の近くであるため住宅需要は高いものの、アパート・戸建住宅は青葉台地区を除きほとんど無い。仙台城と仙台市博物館周辺は青葉山公園として整備され、市民に親しまれている。東北大学植物園の園内に広がる原生林（潜在自然植生）は、天然記念物「青葉山」に指定されている。

## 歴史
青葉山（あおばやま）の呼称の由来は慶長7年（1602年）に福島信夫郡信夫山（当時は青葉山）から仙台城本丸の竜の口沢対岸に移された青葉山（せいようざん）寂光寺であり、名称は1645年の仙台城絵図に初めて現れ、やがて周辺地域一帯も青葉山と呼ばれるようになった。
青葉山の南東端は、南と東に断崖を持つ要害で、中世に虚空蔵城が、戦国時代に千代城が、1601年からは仙台城が築かれた。そのため、江戸時代に青葉山の森林は城の後背地として保全された。明治時代から第2次世界大戦まで、川内に置かれた陸軍の第2師団の演習地として用いられ、戦時中は軍の食糧自給のため一部が農場になった。
戦後はその跡に引揚者のための戦後開拓が実施された。1945年の23戸から、1965年までに55戸が入植した。開拓地は東北大学の移転によってなくなった。